# Lineární pohon
Lineární pohon (též lineární aktuátor) je druh pohonu, který vykonává lineární čili posuvný pohyb v horizontální nebo vertikální poloze, čímž se řadí mezi polohovací systémy a současně liší od rotačního pohybu, který vykonává většina elektromotorů. Uplatní se v mnoha aplikacích, kde je vyžadováno lineární přestavení posouvaného břemene z jedné polohy do druhé. Lineární pohony se tak používají v obráběcích strojích a zařízeních, v počítačových periferiích (jako jsou hlavičky pevných disků a tiskové hlavy tiskáren), u ventilů a klapek a na mnoha dalších místech. Nahrazují hydraulické či pneumatické písty, které ze své podstaty generují lineární pohyb. Pro převedení rotačního pohybu klasického elektromotoru na lineární se využívá řada různých mechanismů. Elektromotory lineárních aktuátorů jsou napájeny střídavým nebo stejnosměrným napětím, čímž odpadá použití komplikované soustavy prvků hydraulických pohonů jako jsou potrubí, hadice, kompresory apod.

## Typy

### Mechanické pohony
Mechanické lineární pohony přeměňují točivý pohyb na posuvný. K tomu se obvykle využívá některý z jednoduchých mechanismů:
- Šroub a matice: Otáčením matice se posouvá šroub či naopak (šroubový mechanismus).
- Kolo a osa: Kolo (kladka) se otáčí, řetěz (lano, pás) se odvíjí nebo navíjí.
- Vačka: Vačkové pohony poskytují dosti omezený rozsah pohybu. Vačka se otáčí a její excentrický tvar tlačí na další součást.

Některé mechanické lineární pohony působí pouze tahem (např. vrátek, řetězový pohon, pásový pohon). Jiné působí pouze tlakem (např. vačky). Pneumatické a hydraulické válce nebo šroubové pohony mohou být navrženy tak, aby působily tlakem i tahem.

### Hydraulické pohony
Hydraulické pohony jsou obvykle realizovány jako dutý válec s vloženým pístem. Tlak působící na píst vyvozuje sílu, která může pohybovat nějakým tělesem. Vzhledem k tomu, že kapaliny jsou téměř nestlačitelné, může hydraulický pohon dosahovat poměrně přesného posunutí pístu. Známým příkladem ručně ovládaného hydraulického pohonu je hydraulický zvedák. Většinou se však termín "hydraulický pohon" vztahuje na zařízení ovládané hydraulickým čerpadlem.

### Pneumatické pohony
Pneumatické pohony jsou podobné hydraulickým pohonům s tím rozdílem, že používají místo kapaliny stlačený plyn, obvykle vzduch. Tyto pohony bývají využívány pro těžké stroje. Jako pohonná jednotka slouží zdroj stlačeného vzduchu. Pneumatické pohony mohou být použity na více místech zařízení, stačí k nim stlačený vzduch dovést potrubím. Nevýhodou je, že vzduchové kompresory jsou většinou velké, objemné a hlučné. Pneumatické pohony také mají sklon ztrácet vzduch, čímž jejich efektivita klesá.

### Piezoelektrické pohony
Piezoelektrický jev je vlastnost některých materiálů, která spočívá v tom, že materiál pod elektrickým napětím mění rozměry. Velmi vysoká napětí odpovídají malým změnám rozměrů; pomocí piezoelektrického pohonu je tedy možné dosáhnout velmi přesného polohování, ale také jen velmi krátkého rozsahu pohybu. Kromě toho piezoelektrické materiály vykazují hysterezi, což znamená, že je obtížné dosáhnout přesnosti, je-li třeba pohyb opakovat.

### Elektromechanické pohony
Elektromechanické pohony jsou podobné mechanickým pohonům, ale ovládací kotouč nebo klika je nahrazen elektrickým motorem. Rotační pohyb motoru je převáděn na lineární posuv. Existuje mnoho konstrukcí lineárních pohonů. Pohony jsou konstruovány tak, aby poskytovaly buď vysokou rychlost posunu, vysokou sílu, nebo určitý kompromis mezi těmito dvěma. Při zvažování pohonu pro konkrétní aplikaci jsou nejdůležitějšími parametry rychlost posunu, síla, přesnost a životnost.
Elektromechanický pohon funguje na principu stejnosměrného elektromotoru, převodu a šroubovice (závitové tyče). V mnoha směrech je alternativou pneumatických či hydraulických pohonů.
VDC elektrické lineární pohony pracují nejčastěji s nízkým napětím 12-36 V, v rozsahu pohybu 20-999 mm při silách od 200 N až po 12000 N. Možností je krytí až IP69K, další volitelnou součástí je různá elektronická výbava pohonů pro jejich snadnější řízení (potenciometr, čítač pulsů, hall-sonda, PLC řízení). Svými výkony a takřka nulovými nároky na údržbu jsou vhodné pro jednoduchá zařízení s nepříliš častým pracovním cyklem, kde je však kladen velký důraz na výdrž, spolehlivost a životnost.
Příklady použití lineárních pohonů:
- zařízení pro zdravotnickou péči (zubařská křesla, nemocniční postele),
- v průmyslových a strojních zařízeních se pohony používají pro usnadnění práce, zdvihání břemen, otvírání a regulaci klapek, k ovládání a nastavování různých mechanických prvků,
- polohovací sloupky nebo též výškově stavitelné podnože, sloužící např. pro úpravu ergonomie pracovních stolů a pracovního prostředí obecně,
- polohování postelí, televizorů či kuchyňských stolů,
- pohon křídel dveří, např. ve veřejných budovách či vozidlech.

### Teleskopické pohony
Teleskopické lineární pohony jsou specializované lineární pohony používané tam, kde to vyžadují prostorová omezení nebo jiné okolnosti. Jejich rozsah pohybu je mnohem větší, než je délka součásti v neprodlouženém stavu.

### Lineární elektromotor
Lineární elektromotor je v podstatě mnohapólový elektromotor, jehož stator je rozvinut do délky.

## Technologie
Pohon každého lineárního aktuátoru je tvořen elektromotorem a šnekovou, příp. planetovou převodovkou, pomocí jehož se realizuje přenos krouticího momentu a otáček. Rotační pohyb na lineární posuv se zajišťuje pomocí vodícího šroubu, buďto trapézovým nebo kuličkovým šroubem. Ten se volí v závislosti na požadavcích aplikace, zejména na požadované přesnosti a frekvenci pracovního cyklu. Trapézový šroub s výhodou využívá samosvornosti šroubu. Jak střídavé, tak i stejnosměrné elektromotory mohou být osazeny elektromagnetickou brzdou, snímači zpětné vazby nebo enkodérem pro odměřování polohy.

## Části elektrického lineárního aktuátoru
- Přední a zadní uchycení – Přichycení na přední a zadní oka aktuátoru umožňující montáž lineárního pohonu. Standardní uchycení může být do tvaru U nebo O, lze jej také přizpůsobit pro potřeby konkrétní aplikace například flexibilními oka.
- Venkovní tubus – Také často označovaný jako krycí trubka. Toto hliníkové nebo ocelové šasi chrání lineární pohon na vnější straně a kryje všechny vnitřní komponenty pohonu.
- Vnitřní tubus – Také známý jako vysouvací trubice nebo častěji píst. Tato část bývá vyrobena z hliníku nebo oceli. Tato pístnice je připojena k závitové hnací matici a vysouvá se a zasouvá, když se matice pohybuje po trapézovém popřípadě kuličkovém šroubu.
- Šroub – Také známý jako vodící šroub, rotující šroub nebo zvedací šroub. Tato část lineárního pohonu otáčením vysouvá nebo zasouvá matici/vnitřní trubici, která vytváří lineární pohyb. Použitá ocel pro šroub zajišťuje odolnost a pevnost. Typ šroubu může být různý podle použitého zatížení nebo rychlosti. Další podrobnosti o šroubech budou uvedeny níže.
- Bezpečnostní doraz – Umístěno na konci šroubu, aby nedošlo k úplnému vysunutí vnitřní trubice přes povolenou mez. Tento mechanický doraz nelze využívat jako koncový doraz pro provoz.
- Těsnění – Jedná se o těsnicí část na konci vnějšího tubusu, která zabraňuje vniknutí nečistot (jako je prach nebo tekutina) dovnitř pohonu. Současně také zajišťuje správné utěsnění mezi vnitřní a venkovní trubicí, které má vliv na IP ochranu lineárního pohonu. Naše elektrické lineární aktuátory mají třídu krytí až IP69K.
- Hnací matice – Matice, která může být ve hladkém nebo přírubovém tvaru, je připojena k vnitřnímu tubusu a pohybuje se po šroubu. Hnací matice je část, která umožňuje vysunutí nebo zasunutí pístu. Nejčastěji je vyrobena z měkkého kovu nebo plastu (pro trapézové šrouby) popřípadě kuličková matice (pro kuličkový šroub) a často bývá uzamčena pro zabránění rotace vnitřního tubusu.
- Koncové snímače – Koncové snímače kontrolují plně vysunutou nebo zasunutou pozici pístu. Tyto snímače chrání aktuátor od úplného vysunutí nebo zasunutí přes povolenou mez. Koncové snímače lze nabídnout v mnoha provedení jako mechanické, magnetické, indukční…
- Převodovka – Ozubené soukolí je vyrobeno z oceli nebo plastu a umožňuje přenášet rotační energii motoru na posuv lineárního aktuátoru. Nejčastějšími převody jsou šnekové nebo čelní.
- Kryt motoru – Uvnitř krytu motoru se nachází všechny vnitřní části motoru, aby nedošlo k jejich poškození z vnějšku. Kryty motorů jsou nejčastěji vyrobeny z vysoce kvalitního plastu.
- DC motor – DC (stejnosměrný) motor vytváří hnací sílu pro pohyb elektrického lineárního aktuátoru. Aktuátory lze vybavit také servomotory, krokovými motory či AC motory. Standardní DC motory, které jsou nejpoužívanější se skládají z:
  1. Stator – pevná, vnější část motoru tvořena permanentními magnety. Stator vytváří statické magnetické pole obklopující rotor.
  2. Rotor – je vnitřní část motoru, která se otáčí. Rotor se skládá hlavně z plechů, hřídele motoru, komutátoru a měděného vinutí.
  3. Komutátor – je několik desek připevněných k hřídeli motoru. Tyto desky poskytují spojení k cívce rotoru. Komutátor se používá k přepólování proudu v motoru a v podstatě udržuje otáčení motoru bez ztráty krouticího momentu.
  4. Uhlíkové kartáče – používají kluzné tření pro přenos elektrického proudu.
  5. Hřídel motoru – mechanický element, který zprostředkovává změnu elektrické energie na energii mechanickou.
- Senzory/zpětná vazba – Používají se ke kontrole pozice zdvihu pohonu. Zpětná vazba je poslána do nadřazené řídící jednotky. Lineární aktuátory se zpětnou vazbou jsou vyžadovány pro aplikace, kde je vyžadována synchronizace nebo paměť pozice. Výstupní senzory obsahují:
  1. Hallovy senzory. Výstupní signál z Hallových senzorů je vlastnost hustoty magnetického pole kolem sondy. Když hustota magnetického pole kolem sondy překročí předem nastavenou prahovou hodnotu (nastavenou v MCU), snímač to zjistí a vygeneruje výstupní napětí, které se nazývá Hallovo napětí. Lineární aktuátor se zpětnou vazbou je důležitý pro svou spolehlivost a přesnost.
  2. Potenciometr (POT). Senzor POT se skládá z kartáče s jezdcem a dvěma koncovými konektory pro změnu výstupního elektrického napětí. Když se pohybuje hřídel aktuátoru, odpor mezi kartáčem s jezdcem a dvěma spojeními se změní. Každá hodnota odporu odpovídá poloze zdvihu aktuátoru.
  3. Jazýčkové relé – je magnetický polohový snímač. Jedná se elektrický snímač provozován podle aplikovaného magnetického pole. Skládá se z dvojice kontaktů v uzavřené skleněné baňce. Kontakty jsou normálně otevřené, ale uzavřou se v přítomnosti magnetického pole.